# Ganggrab von Listrup
Das Ganggrab von Listrup, etwa vier Kilometer nordöstlich von Nykøbing auf der dänischen Insel Falster ist eine Megalithanlage der Trichterbecherkultur (TBK), die zwischen 3500 und 2800 v. Chr. entstand. Das Ganggrab (dänisch Jættestue) ist eine Bauform jungsteinzeitlicher Megalithanlagen, die aus einer Kammer und einem baulich abgesetzten, lateralen Gang besteht. Diese Form ist primär in Dänemark, Deutschland und Skandinavien, sowie vereinzelt in Frankreich und den Niederlanden zu finden. Neolithische Monumente sind Ausdruck der Kultur und Ideologie neolithischer Gesellschaften. Ihre Entstehung und Funktion gelten als Kennzeichen der sozialen Entwicklung.

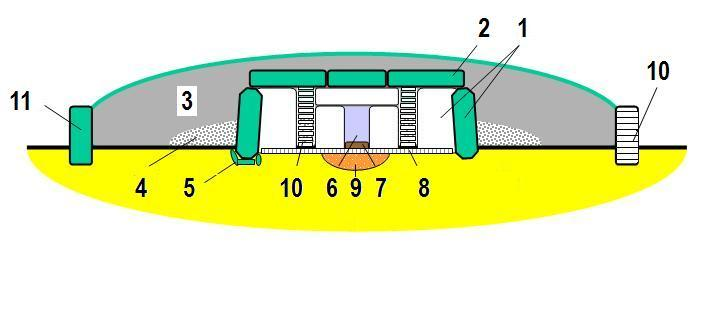
Schema Ganggrab (Querschnitt) 1=Trag-, 2= Deckstein, 3=Erdhügel, 4=Dichtung, 5=Verkeilsteine, 6=Zugang, 7= Schwellenstein. 8=Bodenplatten, 9=Unterbodendepots, 10=Zwischenmauerwerk 11=Randsteine

Die Anlage im Zentrum der Insel ist neben dem Doppel-Ganggrab Drysagerdys (13,2 + 11,8 m) und den Anlagen Græse (12,5 m), Gundestrup 2 (12,0 m), Rævehøj von Vester Egesborg (11,5) m, dem Birkehøj (alle auf Seeland) und dem Ganggrab von Store Elmue auf Lolland (beide 11,0 m lang), Kong Svends Høj (12,3 m) auf Lolland, Jordehøj und Kong Asger Høj auf Møn und Mårhøj auf Fünen (je 10 m) das größte Ganggrab Dänemarks. Allerdings lässt sich die mit etwa 13,0 m angegebene Länge der bereits vor 1845 von Frederik Læssøe (1811–1850) ausgegrabenen und restaurierten, am Ende beschädigten Anlage nicht genau feststellen. In Schweden gibt es nur im Falbygden längere Kammern (z. B. Ragnvalds Grab mit 16,0 Metern). In Deutschland (De hoogen Steener mit 28,0 m) und in den Niederlanden (z. B. D27 in Borger mit 22,5 m und Havelte 1 mit 18,0 m) sind die so genannten emsländischen Kammern teilweise wesentlich länger.

## Beschreibung
Die Kammer hatte 10 Tragsteine auf der Nord-, neun auf der Süd- und zwei an der Ostseite, während das westliche Ende stark gestört ist. Da dort keine Endsteine vorhanden sind, könnte die leicht trapezoide Kammer noch etwas länger gewesen sein. Der Ausgräber fand noch fünf Decksteine der Kammer vor (einer gebrochen), was wohl der Hälfte der ehemals vorhandenen entspricht. Die etwa Ost-West orientierte Kammer variiert in der Breite zwischen 1,8 m im Osten und 2,15 m im Westen. Die Tragsteine sind zwischen 1,1 und 1,45 m hoch. Der Abstand zwischen den Trag- und Decksteinen wurde mit Zwischenmauerwerk gefüllt, von dem ein großer Teil entfernt wurde. Vom 5,75 m langen Zugang, der nach Süden weist, waren fünf Tragsteinpaare, die drei hinteren Decksteine und die Steine einer Verschlussvorrichtung, mit dem Schwellenstein erhalten. Der Gang ist bis zu 1,5 m breit und etwa 1,0 m hoch und somit für die Anlagen der Region typisch.
Frederik Læssøe (1811–1850) entdeckte etwa 30 Skelette, Bernsteinperlen, Feuersteinbeile und Scherben. Die Wiederverwendung der Anlage wird durch die Entdeckung von vier Dolchen aus der Endphase der Steinzeit belegt. Im Jahr 1940 grub K. Thorvildsen erneut in der Kammer und fand 10 Beile, zwei spätneolithische Pfeilspitzen, einen Dolch, sowie Abschläge und Fragmente von Bernsteinperlen und weitere Scherben. Er fand auch Knochen von mindestens zwei Skeletten. Die meisten Entdeckungen wurden in der Füllschicht am Ost- und Westende gemacht. Um die Decksteine, die in die Grabkammer zu fallen drohten, zu unterstützen, wurden Bahnschienen als Pfähle eingebracht. Im Jahr 1987 erfolgte eine weitere umfassende Restaurierung. Anstelle der Schienen wurden witterungsbeständige Edelstahlträger gesetzt.